# Божки (Киевская область)
Божки (укр. Божки) — село, входит в Яготинский район Киевской области Украины.
Население по переписи 2001 года составляло 62 человека. Почтовый индекс — 07722. Телефонный код — 4575. Занимает площадь 7,4 км². Код КОАТУУ — 3225587202.

## Местный совет
07722, Київська обл., Яготинський р-н, с.Сулимівка, вул.Кравченка,122, тел. 37-3-32; 37-3-72  (укр.)